# Gustav Adolfs torg (Stockholm)
Gustav Adolfs torg est une place de Norrmalm à Stockholm en Suède
,.

## Présentation
La place porte le nom de Gustave II Adolphe. 
La place a reçu son nom actuel en 1805 et s'appelait auparavant Malmtorget et Norrmalmstorget, entre autres noms. 
La place est située à l'extrémité nord du pont Norrbro, là où se rencontrent Strömgatan, Fredsgatan, Malmtorgsgatan et Regeringsgatan.
Au milieu de la place se trouve une statue de Gustave II Adolphe sculptée par le sculpteur Pierre Hubert L'Archevêque et érigée en 1796.
La place est considérée comme le centre géographique des indications de distance vers et depuis Stockholm.
Le centre des autres villes part généralement de la gare ferroviaire ou de la gare routière.

## Bâtiments
La place abrite l'Opéra royal de Stockholm et le Palais du Prince Héritier où siège le Ministère des Affaires étrangères) et le ministère de la Défense. 
Au sud de la place se trouvent le bâtiment du Riksdag sur Helgeandsholmen et le palais royal à Gamla Stan.
|                               | 1: Palais du Prince Héritier |
| 2: Opéra royal de Stockholm   |                              |
| 14: Maison du Danemark (sv)   |                              |
| 16: Maison Davidson (sv)      |                              |
| 18: Gustav Adolf torg 18 (sv) |                              |
| 22-24: Vinstocken 1 (sv)      |                              |

## Galerie

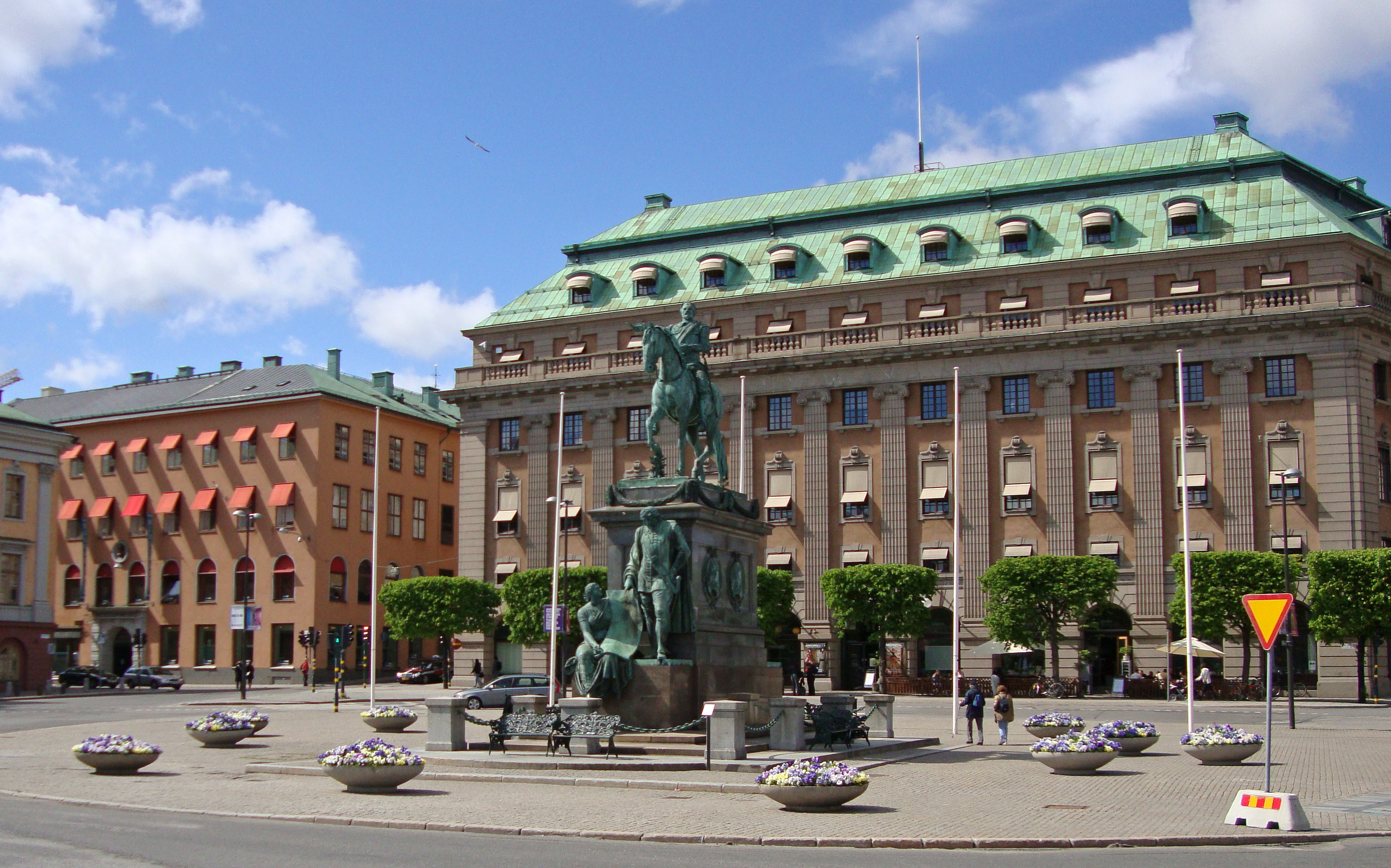
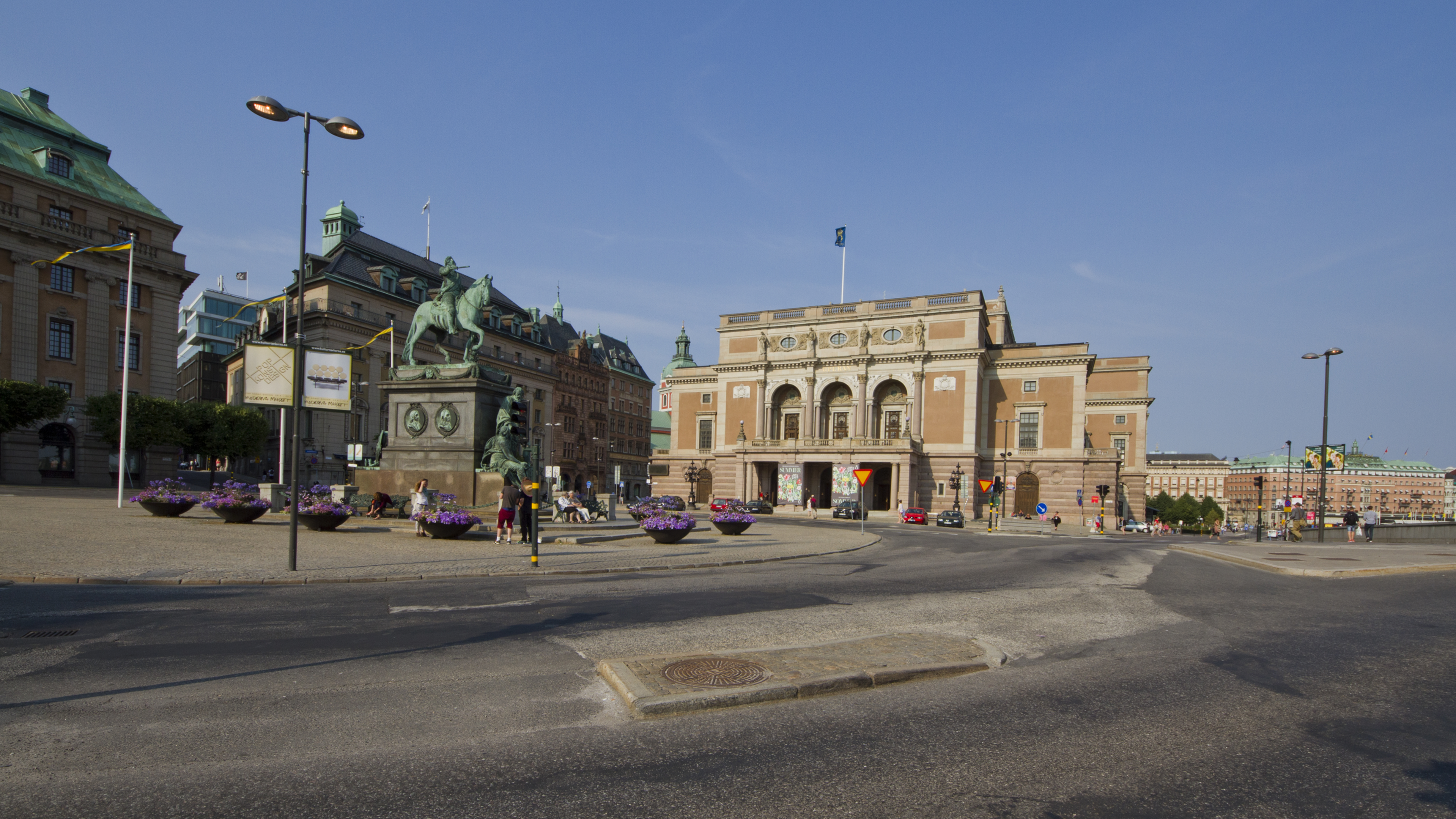
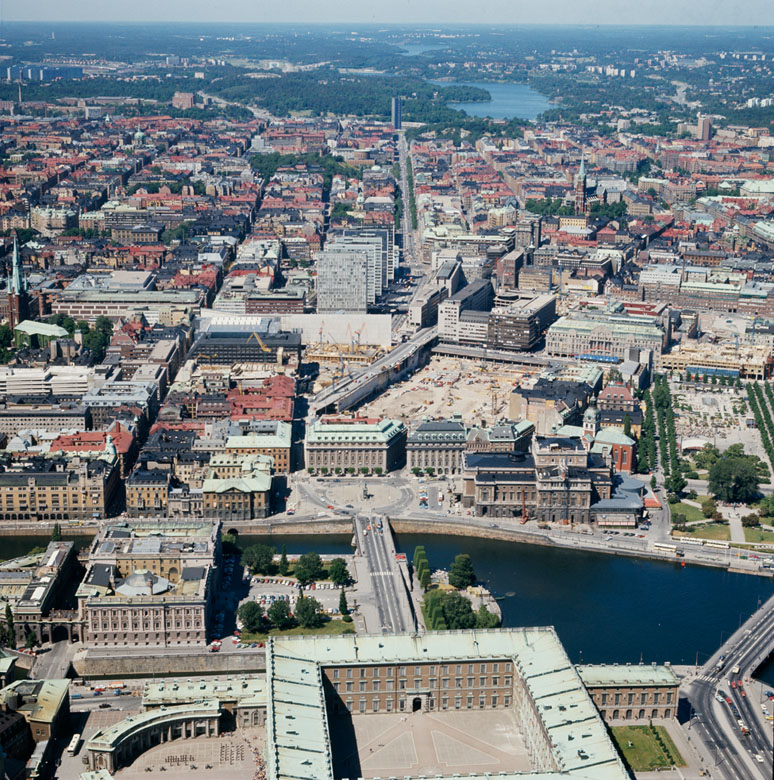